# Zooey Deschanel
Zooey Claire Deschanel (født 17. januar 1980) er en amerikansk skuespiller, musiker og singer-songwriter, kendt for Elf (2003), Yes Man (2008), (500) Days of Summer (2009), samt komedieserien New Girl (2011-2018). Hun er også medlem af bandet She & Him, der står bag seks albumudgivelser.

## Skuespillerkarriere
Deschanel fik sin filmdebut i 1999 i Mumford og opnåede mere anerkendelse i biroller i film som Almost Famous (2000) og The New Guy (2002). Derefter markerede hun sig i roller i filmene All the Real Girls, Elf, filmatiseringen af The Hitchhiker's Guide To The Galaxy, komedien Failure to Launch med Sarah Jessica Parker og Matthew McCoughaney, dramaet Mordet på Jesse James af kujonen Robert Ford med Brad Pitt, M. Night Shyamalans thriller The Happening, Jim Carrey-komedienYes Man, samt den romantiske komedie (500) Days of Summer med Joseph Gordon Levitt. Deschanel har medvirket i flere episoder af Bones, hvori søsteren Emily spiller en hovedrolle.

### New Girl
Mellem 2011 - 2018 spillede hun hovedrollen som Jess i tv-serien New Girl. Hun stod oprindeligt med valget mellem en birolle på tv-serien The Office eller hovedrolle i en original serie, som daværende gik under titlen Chicks and Dicks, skrevet af Liz Meriwether. Hun gik med den sidste, hvor hun også arbejdede som producer. Hun blev nomineret til en Golden Globe for seriens første tre sæsoner. I løbet af 2015 tog hun en pause fra at spille i serien, på baggrund af sin graviditet.

## Musikkarriere
Siden 2001 har Deschanel optrådt i jazzcabaretten If All the Stars Were Pretty Babies sammen med kollegaen Samantha Shelton. Hun spiller keyboard, percussion, banjo og ukulele. Hun har sunget i flere af sine film, heriblandt i soundtracket for animationsfilmen Trolls, overfor Justin Timberlake og Anna Kendrick.
Deschanel sang overfor Prince på nummeret "FALLINLOVE2NITE", der medvirkede på New Girl-afsnittet opkaldt efter musikeren. I 2019 medvirker hun i The Kacey Musgraves Christmas Show.

### She & Him
Deschanel og M. Ward fra Monsters of Folk udgør musikduoen She & Him, der har udgivet seks albums. Deres debutalbum Volume One blev udsendt 18. marts 2008. Siden har She & Him udgivet deres andet album, Volume Two, som udkom i 2010 og Volume 3 i 2013. De tre albums indeholder sange med originale tekster af Deschanel og Ward. I 2012 modtog de en Grammy nominering for deres sang til Disney filmen Peter Plys - Nye eventyr i Hundredemeterskoven. De har udgivet flere cover-versioner af eksisterende sange, hvoraf flere er udgivet på albummet Classics (2014), samt deres to julealbums A Very She & Him Christmas (2011) og Christmas Party (2016). De opførte flere af julesangene på James Cordens The Late Late Show i 2016 og 2018, mens de turnerede med deres deres julealbums i 2018 og 2019. Bandet har flere gange medvirket på soundtracket for New Girl, heriblandt coveret af The Beach Boys' God Only Knows, i afsnittet Laxmas.
She & Him optrådte med en udsolgt koncert på Loppen i København i 2010